# Albert von Caron
Albert Caron, ab 1906 von Caron (* 9. Januar 1853 auf Haus Rauenthal, Langerfeld, heute zu Wuppertal gehörend; † 18. September 1933 in Bonn), war ein deutscher Landwirt und Bodenbakteriologe sowie Abgeordneter zweier Landtage.

## Familie
Caron entstammte einer französischen Emigrantenfamilie, deren Stammreihe mit Guillaume Caron de Beaumarchais (* 1735 in Paris) beginnt, und war der Sohn des Albert Caron (1819–1894), Fabrikbesitzer in Rauenthal, und der Adelheid Schniewind (1828–1907). Er blieb unverheiratet.
Die Erhebung in den preußischen Adelsstand erfolgte für ihn und seinen Bruder Walther Caron (* 1855), Fideikommissherr auf Gut Eldingen im Landkreis Celle, an Bord des Dampfers Hamburg am 16. Juli 1906 in Digermulen (Ostlofoten, Norwegen).

## Leben und Wirken
Caron studierte Naturwissenschaften und Nationalökonomie an der Universität Bonn und ab 1873 Bergbau an der Königlich Preußischen Bergakademie Berlin. Nach einer Referendarzeit am Oberbergamt in Bonn bestand er 1880 das Examen als Königlich Preußischer Bergassessor. Aus gesundheitlichen Gründen konnte er jedoch den angestrebten Beruf nicht ausüben. 1885 kaufte er das Rittergut Ellenbach (heute Ortsteil der Gemeinde Niestetal) im Landkreis Kassel, das er 1887 als Fideikommiss stiftete, und betätigte sich als Landwirt.
Als Kenner der wissenschaftlichen Landbauliteratur interessierte sich Caron besonders für die Frage, ob außer den Leguminosen auch die Gramineen (Süßgräser) den Luftstickstoff mit Hilfe von Knöllchenbakterien fixieren können. 1892 begann er mit bodenbakteriologischen Untersuchungen auf den Feldern und Wiesen seines Rittergutes. Das von ihm isolierte Bodenbakterium Bacillus Ellenbachensis Alpha wurde 1897 als patentierter Bakteriendünger unter dem Namen Alinit durch die Farbenfabriken vormals Friedrich Bayer & Co. (heute Bayer AG) in Elberfeld vertrieben. Die mit diesem „Impfstoff“ auf Carons eigenen Versuchsflächen erzielten günstigen Ergebnisse konnten auf anderen Standorten in den meisten Fällen allerdings nicht wiederholt werden.
Über die Ergebnisse seiner Versuche hat Caron in praxisnahen und wissenschaftlichen Fachzeitschriften berichtet. Sein letzter Beitrag über das Resümee seiner fast 50-jährigen bodenbakteriologischen Arbeiten ist postum erschienen.
Caron war in mehreren landwirtschaftlichen Vereinigungen in führenden Positionen tätig sowie von 1905 bis 1916, also während zweier Wahlperioden, auch als Abgeordneter des Kreises Cassel (sic) Mitglied im Preußischen Kommunal-Landtag für den Regierungsbezirk Cassel (auch Kommunal-Landtag Kurhessen genannt) sowie im Provinzial-Landtag Hessen-Nassau. Aufgrund seiner Initiativen auf dem Gebiet der Bodenbakteriologie kam es 1901 zur Gründung des Landwirtschaftlich-Bakteriologischen Instituts und zur Errichtung eines Lehrstuhls für Agrikultur-Bakteriologie an der Universität Göttingen.
Obwohl selbst Fideikommissherr auf Gut Ellenbach (Landkreis Kassel), fand er seine letzte Ruhestätte auf dem Caron’schen Familienfriedhof auf dem Fideikommiss Eldingen (Landkreis Celle).

## Ehrungen
Für seine Verdienste um die wissenschaftliche und praktische Bodenbakteriologie verlieh ihm die Philosophische Fakultät der Universität Göttingen 1919 die Ehrendoktorwürde.

## Schriften (Auswahl)
- Landwirtschaftlich-bakteriologische Probleme. In: Die landwirtschaftlichen Versuchs-Stationen Bd. 45, 1895, S. 401–418.
- Die Stickstoffnahrung der Gramineen. In: Die landwirtschaftlichen Versuchs-Stationen Bd. 101, 1923, S. 261–285.
- Die Stickstoffernährung der Wiesen. In: Die landwirtschaftlichen Versuchs-Stationen Bd. 111, 1931, S. 163–168.
- Luftstickstoff, Pflanzenwachstum und Brache. In: Die landwirtschaftlichen Versuchs-Stationen Bd. 118, 1934, S. 233–262 (posthum erschienen).